# Peter Hultqvist
Carl Anders Peter Hultqvist, né le 31 décembre 1958 à Gävle (Suède), est un homme politique suédois. Membre des Sociaux-démocrates (SAP), il est ministre de la Défense entre 2014 et 2022. 